# Musée de l'érotisme (Saint-Pétersbourg)
Le musée de l'érotisme de Saint-Pétersbourg est le premier musée de l'érotisme ouvert en Russie, en 2013. 